# 二代目はクリスチャン
『二代目はクリスチャン』（にだいめはクリスチャン）は、つかこうへいの長編小説。1985年に『野性時代』（角川書店）にて発表、同年5月に角川文庫より刊行され、角川春樹事務所創立10周年記念作品としてつかの脚本、井筒和幸監督により映画化も行われた。また、後年つかにより戯曲化されている。

## 書誌
- 二代目はクリスチャン（1985年5月、角川文庫、ISBN 978-4-04-142215-1）
- つかこうへい傑作選（七）（1996年4月1日、メディアファクトリー、ISBN 978-4-88991-356-9）
- 二代目はクリスチャン（2010年8月、トレンドシェア、ISBN 978-4-905090-18-2）

シナリオ
- つかこうへい『シナリオ 二代目はクリスチャン』（1985年8月、角川文庫、ISBN 978-4041422984）

## ストーリー
今日子がシスターとして勤める聖サフラン教会で、天竜組というヤクザの初代組長（親分）、源一郎のお別れ会がしめやかに営まれた。天竜組は神戸の港祭りを仕切っており、二代目は親分の息子にあたる晴彦が継ぐ予定だったが、他の親分たちからは頼りなさを理由に陰口を叩かれる。
その組を敵対視する、黒岩会の会長、黒岩は「天竜組の代紋を奪って港祭りを仕切る」という計画を実行するため、黒岩会は天竜組の親分を裏切ったうえ、多くの組員を引き抜いて弱体化を図った。
晴彦と神代は幼なじみで今日子を奪い合う恋のライバルでもあったが、今日子には密かに想いを寄せる男が居た。その男は英二であり、彼は殺人容疑で警察に追われていた。そんな彼をかくまって、ケガの治療を施したことがその切っ掛けである。なお、英二はその後警察に自首したが、後に釈放された。その後、天竜組の組員たちは晴彦の命令で教会の手伝いをし始めるようになったが、教会を訪れる信者が減少し、今日子は寄付の減少に頭を悩ませた。なお、この教会では数名の孤児を育てており、その養育費として寄付が必要だった。
ある日、百合が教会を訪れて今日子に宣戦布告したが、マザー・ゴルガンが心臓発作で倒れて病院へ運ばれた。その後、今日子は入院したマザーの代わりに教会の運営を代行した。そんなある日、今日子は晴彦から「懺悔を聞いてほしい」と頼まれた後、愛の告白を受け入れてしまう。
今日子と晴彦は教会で結婚式を挙げ、その式の後に二代目襲名披露が行われる予定だった。しかし、式の最中に短刀を持った百合が現れて今日子に襲い掛かるも、晴彦が今日子をかばったことで刺殺されてしまう。この件で今日子は亡くなった晴彦の代わりに二代目を襲名する覚悟を固め、その披露会が行われたが、父親の境遇と英二との因縁を知った今日子は愕然とした。
なお、晴彦を刺した百合はその後、覚せい剤による心神喪失が認められ、執行猶予付きで釈放された。今日子は百合を引き取って教会で一緒に暮らし始めたが、黒岩会との抗争はこれを切っ掛けにエスカレートし、天竜組に対し下記などの無差別攻撃を行った。
- 「愚連隊を雇い、天竜組の組員たちを痛めつける」
- 「（百合に命じて）今日子を母親と合わせ、多額の借金があることなどを暴露する」
- 「教会へ殴り込みをかけて森田・徳二の2人を殺害し、（助けを呼びに行こうとした）金造も殺害」
- 「教会の前で百合と吾助の2人を殺害した後、バズーカ砲で教会を爆破し、磯村も殺害[注 3]」

黒岩会の一方的な攻撃に怒りを隠せなくなった今日子は主の教えに背き、父の形見の長ドス（日本刀）を持ち、次郎とともに黒岩会へ殴り込みに行くも、その道中で英二が立ちはだかった。英二は今日子にわざと手を添え自分を斬らせた後、今日子の背中を押した。
黒岩会へ殴り込んだ今日子と次郎は神代の援護を受け、決着を付けるための抗争を始めたが、その最中に次郎は黒岩に銃殺されてしまう。その後、今日子も組員たちの襲撃によって何度も切り傷を負ったが、組員たちを斬っていき、最後は黒岩を刺殺して黒岩会との抗争に終止符を打った。
この殴り込みで天竜組は消滅したが、神代は落とし前を付ける旨（※この件のすべての責任を神代が被ること）を今日子に伝えた後、神代は今日子のもとから去った。

## 映画
『二代目はクリスチャン』（にだいめはクリスチャン）は、（旧）角川春樹事務所創立10周年記念作品として製作された、井筒和幸監督による日本映画。1985年9月14日公開。同時上映は澤井信一郎監督の『早春物語』。

### キャスト
シスター今日子
演 - 志穂美悦子
真面目で慎ましく、愛情深く疑うことを知らない敬虔なシスター。普段は神戸六甲山にある聖サフラン教会で働き、身寄りのない子供たちと一緒に生活している。小さいころ、教会の前に捨てられていたのをマザーに育てられた。過去に8年ほどバチカン市国にある教会でシスターの経験があり、外国語が堪能。透視ができ、ツボ振リでサイコロの目を何度も当てている描写がある。英二を密かに慕う。
天竜晴彦
演 - 岩城滉一
神戸を取り仕切る天竜組の跡目を継ぐ存在。しかし、クリスチャンの今日子と結婚したいがために、先代が亡くなった後も二代目襲名を引き延ばした。
神代（くましろ）
演 - 柄本明
神戸署の刑事。実家は100年続く寺の次男。今日子に好意を寄せていて、晴彦と今日子を巡ってあれこれと画策する。
黒岩
演 - 室田日出男
晴彦率いる天竜組の跡目を狙っている黒岩会の長。関係先の病院で注射で覚せい剤を一般の患者に打って覚せい剤漬けにするというしのぎをする。元は天竜組の先代に世話になっており、晴彦が子供の頃に家庭教師をしていた。
百合
演 - かたせ梨乃
晴彦と付き合っていて、晴彦が今日子に惚れ込んでいると知り今日子に敵対心を持っている。実は、黒岩会によって覚せい剤を常用させられており、利用されている。
とみこ
演 - 小柳みゆき
神代の両親が、息子の結婚を心配して勝手に決めた結婚相手で、檀家総代の娘。
磯村
演 - 蟹江敬三
天竜組のまとめ役。晴彦より年上ながら先代の恩に報いて、晴彦に従う。
金造
演 - 山本亨
天竜組の組員。
徳二
演 - 高野嗣郎
天竜組の組員。
次郎
演 - 松本竜介
天竜組の組員。シスター今日子と黒岩会へ殴り込んだときに、「二代目！」と叫んだ。
吾助
演 - 清水昭博
天竜組の組員。
森田
演 - 堀弘一
天竜組の組員。
沼川
演 - 成瀬正
黒岩会の組員。
久保田
演 - 関時男
黒岩会の組員。
袴田
演 - 藤岡重慶
黒岩会の組員。
マザー・ゴルガン
演 - 月丘夢路
教会のマザーであるが、敬虔（）な修道女というほどではなく、「抱かれた男は5本の指じゃ足りない」などと言っており、奔放な性格。実の娘のように育ててきた今日子の結婚について気にかけている。
中津川勇吉
演 - 山村聡
今日子の実父のことをよく知る人物。中津川によると「今日子の実父は、戦後の神戸に中国人の暴力団組織が作られ、機関銃で好き放題していたのをドス一本持って殴りこみ、神戸を守った男だった」と語った。
英二
演 - 北大路欣也（特別出演）
「火の玉の英二」の異名を持つ1匹狼のヤクザで、ツボ振リが得意。嵐の夜に殺人を犯して、偶然今日子がいる教会に逃げてきた。直後に来た刑事から今日子がかくまってくれたことに恩義を感じる。
その他
演 - 三谷昇、中島葵、梅津栄、朝比奈順子、國村隼、岩尾正隆、白井滋郎

### スタッフ
- 監督：井筒和幸
- 原作・脚本：つかこうへい
- 製作：角川春樹
- プロデューサー：佐藤雅夫、斎藤一重、豊島泉、菅原比呂志
- 撮影：北坂清
- 美術：佐野義和
- 音楽：甲斐正人
- 録音：平井清重
- 照明：安藤清人
- 編集：玉木濬夫
- 助監督：長岡鉦司、森本浩史、阪本順治、苫米地祥宏
- 技斗：菅原俊夫
- 刺青：毛利清二
- 進行：天野和人
- 現像：東洋現像所
- 製作協力：東映京都撮影所

### 主題歌
- 主題歌「二代目はクリスチャンのテーマ」唄 -BIRDS
  - 「ウィ・アー・ザ・ワールド」に似ているのは、井筒監督が音楽監督の甲斐正人に「似た曲を作ってくれ」と発注したため[8]。

### サウンドトラック
- 『二代目はクリスチャン オリジナル・サウンドトラック』

### 製作

#### 企画
1982年に東映京都撮影所（以下、京撮）で『蒲田行進曲』が撮影された際、同撮影所の佐藤雅夫プロデューサーとつかこうへいの間で企画されたのが最初。企画には「志穂美悦子を主演として起用すること」もその前提に含まれていた。このため当初は東映で配給される予定だった。井筒和幸も『映画秘宝』のインタビューで「配給は東宝だけど東映も噛むという、しかも制作は天下の京撮。面倒くさいなあ」などと述べている。
本作は藤純子の当たり役「緋牡丹博徒シリーズ」のオマージュである。なお、学生時代のつかは『緋牡丹博徒シリーズ』の大ファンだったという。

#### 監督選定
井筒が監督を務めた『晴れ、ときどき殺人』が撮影に入って10日ぐらい経った頃、東映本社で『晴れ、ときどき殺人』のオーナーラッシュがあり、日活撮影所で撮影していた井筒に「後で角川春樹の使者がそこへ行く」と連絡があった。井筒は角川から「ウチの姫（渡辺典子）をこんな風に撮りやがって」とか文句を言われるかビビッていたら、伝令は「来年の角川映画10周年の作品を頼みたい」だった。ところがその後音沙汰なく、井筒も「まあええわ」と日活で先に『（金）（ビ）の金魂巻』の監督を引き受けたら、1984年末に「そんなのやってる場合じゃないよ」と番頭さんに呼び出され、断るつもりだったが、脚本第一稿となる『野性時代』（角川書店）1985年2月号に掲載予定の小説のゲラを渡された。井筒は『（金）（ビ）の金魂巻』と平行して製作準備にかかった。

#### 脚本
ヤクザの一家を継がなければならなくなる、カトリック教会の修道女を主人公とするこの本作は、女性らしからぬアクションの切れ味と、それとは裏腹な清純さを併せ持つ、志穂美悦子という女優ありきで出発したもの。ホン直しのため、旅館に呼び出された井筒は、脚本第一稿を一行も読んでおらず、「まあ流れはこんなことでしょう」などとウソをつき、つかこうへいから嫌な顔をされた。どっちみち後で自分で直すという魂胆があって、つかと角川春樹の話を黙って聞いていた。そこで井筒は初めて主役が志穂美悦子と知った。角川が「志穂美は30歳で脂も乗っているところだし、殺陣もバッツリだし」などとべた褒めするが、「処女のシスターなんて18ー19歳の役でしょ、どうすんのよこれ」と疑問を感じたが、無理矢理20歳設定で押し通すことにした。つかの脚本は問題があり、ト書きがなくシュールで舞台向きだったので、映画には使えないものだった。井筒は「京撮での最後の殴り込みの大立ち回り、"ラス立ち"のあるヤクザ映画だからと。それですべてが瓦解したわけ。もう俺独自に映画のイメージしてもしゃーないと思った…もう徒手空拳で京撮に行くしかないと覚悟し、なら乾坤一擲、京撮に行ってから本気出してホン直しすんですよ。いじっていたフリをしてたつかさんの台本を。行ったのは1985年の5月くらい。実は京撮の現場の人たちも『こんなホンじゃ撮れないよな』と言っていた。まずト書きがない。台詞が並んでるだけ、しかも死んだヤツがまた出てきたりで、困った」などと述べている。1985年4月28日に製作発表会見があったが、その時点ではシナリオの手直しはまだ終わってなく、その後何度も書き換えを続けた。以前は脚本にこだわっていた角川も当時は熱がなく、シナリオが完成していなくても見切り発車させた。殴り込み場面でも関西弁の台詞がもっと必要のため、京都嵐山の旅館に阪本順治を呼びつけ、井筒と阪本の二人で丸一週間かけ、ギャグ台詞を追加しまくり、シナリオを全ページ書き直した。阪本はそのままサードの助監督に就いた。映画向きに修正された脚本に怒ったつかは、試写会の後、「クレジットから自分の名前を外してくれ」と不満を露わにしたが、角川が何とかなだめた。

#### キャステング
『仁義なき戦い』の大ファンを公言する井筒監督は、『仁義なき戦い 頂上作戦』の終盤、武田明こと、小林旭が明石組に啖呵を切る場面で、小林の横で「来いやぁ！」と睨みつける岩尾正隆の印象が強烈で、撮影で京撮に行った際、どうしてもと懇願して岩尾に出演してもらったという。岩尾は最初にセリフを吐くヤクザの役で、強面を画面いっぱいに発散させる。

#### 撮影
1985年5月28日クランクイン。前年1984年8月に山口組と一和会の抗争（山一抗争）が関西で発生し、1985年に入ると神戸市でも白昼堂々とヤクザ同士の銃撃戦があった。1985年5月7日に大阪の住宅密集地で1日2件の事件があり、犯人が住宅地や商店街を逃げ回り、住民を震え上がらせる等、製作当時の関西では暴力団抗争が継続していた。このため葬儀シーンなどを予定していた兵庫県神戸市ロケに兵庫県警が難色を示し、1985年5月23日からの神戸市ロケからクランクインを予定していたが、ロケ地に同市灘区の山口組本家近くの住宅街を含んでいたため、兵庫県警から許可が降りず、製作の東映は兵庫県警と3度に渡り話し合いを持ち、「任侠映画ではない」等と説明を繰り返し、灘区のロケを中止して、改めて許可を取り付け、予定より5日間遅れて、1985年5月28日に東映京都撮影所でクランクインした。結局、神戸ロケは大幅に縮小されたが、東映は故三代目組長宅の近くでロケを強行しようとし、市民団体自治会連合会が、「あまりにも無神経」と激怒し、当映画に対しヤクザ映画製作反対の運動が起きた。「街にヤクザ映画ロケはお断り」の横断幕まで作ってデモをして、それが朝日新聞の社会面に載ったが、東映は神戸ロケを強行した。京撮の宣伝部では「いい宣伝になってるなあ」と喜んでいたといわれ、井筒は「さすが、天下の東映」と褒めた。1985年5月28日から7月後半までほとんど京撮で撮影された。本作は東映製作と書かれた文献もあり、実際は東映系スタッフによる製作。
井筒は「撮影は汗だくの50日間の修羅場だったが、お金の心配は何もなく、角川事務所が『ややこしい問題が起きたら東映内で処理せずすぐに東京に一報下さい』と言ってくれ、太秦のスタッフからも親切にしてもらえ、自由に撮れた」などと話している。また太秦の大部屋の女優たちと祇園で飲めて、各飲み屋にキープされた高岩淡京撮所長のボトルを片っ端から飲み、二日酔いで翌日撮影しても問題なかったという。『火宅の人』の打ち合わせで祇園に来ていた深作欣二やたまたま京都に来ていた美能幸三にも会え、美能の前では借りてきた猫状態だったが、いい思い出になったと話している。
中津川勇吉（山村聡）から聞かされる自身の知らない過去に驚く今日子を捉えた1:00過ぎにパンと逆ズームを合わせた珍しいカットがある。
田野辺尚人は「やりたい放題、鈴木清順監督の映画みたい」と述べ、井筒も「シュールリアリズモ。ブニュエル映画でも狙ってるのかよと思った」などと、つかこうへいの台本は疑問が多かったと証言しており、??の多い映画である。ヤクザになることが有り得ない職種のヒロインがヤクザの二代目を襲名するという設定は、薬師丸ひろ子主演の映画でも有名な赤川次郎原作の『セーラー服と機関銃』と同じ設定であるが、『セーラー服と機関銃』が二代目襲名のエピソードとヒロインの成長を面白く演出させたのに対して、本作はそこをじっくりやらず、シスター今日子（志穂美）の戸惑いもあまり表現されない。シスター今日子が天竜晴彦（岩城滉一）と結婚を決意するシークエンスも唐突。後半、ストリップ会場から教会に帰り、今日子と実の母（中島葵）、神代刑事（柄本明）、天竜組の組員らが中へ入る途中に後を付けてきた黒岩会の車から組員・國村隼が直前まで居眠りしていて、叩き起こされて寝ぼけ眼で、車の窓からかなり遠い距離に向かって発砲する件は、何故ここで?誰を狙った?別の場所の方が?である。ここから閑静な住宅街にある教会でヤクザ同士の派手な銃撃戦が行われ、組員が次々死んで、最後はバズーカで教会を破壊する。シスター今日子は透視能力があるなら、『バック・トゥ・ザ・フューチャー PART2』のようにそれを組の発展に活かせないのかなど後半はブニュエルのような不条理劇となっている。

#### ロケ地
北野天満神社。

### 興行
1985年1月、併映『早春物語』の製作発表の席で角川春樹は自主配給を発表し（早春物語#配給）、本作と『早春物語』は東宝と角川春樹事務所の共同配給という形になった。この話がすぐに東映の岡田茂社長に伝わり、岡田が怒りを露わにした。これによりそれまで蜜月関係だった角川と東映洋画との関係が終了した。
角川映画は、この映画の前売り券数万枚を日本生命に押し付けていた。日本生命が前売り券を配布したファミリー層の観客のために、角川春樹から井筒監督にストリップショーのシーンのカットを依頼した。井筒監督は「ストリップショーのシーンのカットは残念だったが、それ以外は自由に楽しく撮影した」と発言している。井筒は本作以降、角川との付き合いは途切れたという。

### 作品の評価
田野辺尚人は「80年代、やくざ映画は金子正次という金星を失ったことで迷走状態に陥る。そんな折に『メタ任侠もの』として井筒和幸が撮ったのが本作。脚本つかこうへいの捻りすぎたネタについてこれなかった連中がウィキペディアで粗探しばかりしているが、60年代東映文法（北島三郎とか出てるやつ）のお約束を80年代昭和軽薄文体で脱色、池部良が番傘差し出す代わりに北大路欣也が『あたしを斬っておいきなさい』と決める」などと褒めているのか貶しているのか分からない評価をしている。

### エピソード
テレビCMや予告編が劇場版と異なるケースは、『新幹線大爆破』や『仁義なき戦い』を例に挙げるまでもなく、よくあるケースだが、本作の黒岩会に殴り込むシーンはテレビCMと劇場版で異なるため、それに関する主な違いを下記に示す。なお、特記事項はカッコ書きで記した。
- 剥製の有無
- 雨の降り方
- 天竜組の服装とその出演者
（※テレビCM[注 7]：神代、今日子、晴彦。劇場版[注 8]：神代、今日子、次郎）
- 黒岩会の事務所に居る組員の数やその組員たちのやり取り
（※テレビCM：通話中の組員や缶入りの酒を飲む組員などが映る。劇場版：瓶に入った酒を他の組員に勧めたが、仲間割れが発生した）
- 今日子の啖呵（）の切り方
（※テレビCM：淡々とした口調で啖呵を切り、鞘から刀を抜いた。劇場版：鞘に入った刀を机に叩き付けるときに語気を荒げて啖呵を切り、その途中に鞘から刀を抜いた[注 9]）
- エンドロールに未公開シーンとみられるものがある（NGシーンも含む？）。

## 戯曲
1999年12月にさまざまな社会問題を反映させた「緊急特別バージョン」としてつかこうへいの作・演出で初演された後、原作をベースにした「オーソドックス・バージョン」が渡辺和徳の構成・演出で★☆北区つかこうへい劇団により2007年11月から12月に再演された。
戯曲本も発売され、後述の扉座版も含めて様々に舞台化されたり、その予定が立てられたが新型コロナウィルス流行の影響で中止になったりした

### 扉座版
2021年、“限りなく新作に近いオマージュ”として、劇団扉座により舞台『扉座版 二代目はクリスチャン―ALL YOU NEED IS PASSION―』が上演された。
上演日程 (扉座版)
2021年10月21日 - 31日、すみだパークシアター倉
スタッフ (扉座版)
- 脚本・演出 - 横内謙介
- 企画 - 見城徹

キャスト (扉座版)
|                                  |                                |                                  |                                |                                  |
| - 石田ひかり - 岡森諦 - 有馬自由 | - 犬飼淳治 - 鈴木利典 - 新原武 | - 松原海児 - 野田翔太 - 早川佳祐 | - 三浦修平 - 紺崎真紀 - 小川蓮 | - 翁長志樹 - 砂田桃子 - 大川亜耶 |